# Carta Fundacional de Hamás
La Carta Fundacional de Hamás, también conocida como el Pacto de Hamás, fue publicada el 18 de agosto de 1988 en la cual Hamás delineó la identidad del movimiento, sus objetivos y sus fines.
En el artículo segundo de su carta fundacional, fechada el 18 de agosto de 1988, se presentó como una rama del movimiento internacional de los Hermanos Musulmanes en Palestina y declara que sus miembros sean musulmanes que "temen a Dios y levantan la bandera de la yihad en la cara de los opresores". La carta afirma que "nuestra lucha contra los sionistas es muy grande y muy grave" y pide la eventual creación de un estado islámico en Palestina, en lugar de Israel y los Territorios Palestinos, y la obliteración o disolución de Israel La carta también afirma que Hamás es humanista y tolerante con otras religiones cuando no "dejan en duda la soberanía del Islam en esta región". La Carta añade que "renunciar a cualquier parte de Palestina significa renunciar la religión" de Islam.

## Relevancia de la Carta en elsigloXXI
El Dr. Ahmed Yousef, asesor de Ismail Haniyeh (el principal líder político de Hamás) afirmó que Hamás ha cambiado sus puntos de vista con el tiempo desde que se emitió la Carta en 1988. En 2010 el líder de Hamás Khaled Meshaal declaró que la Carta es "un pedazo de la historia y ya no es relevante, pero no se puede cambiar por razones internas."
La actualización de los Estatutos de Hamás de 2017 eliminó el lenguaje antisemita y aclaró que la lucha de Hamás era contra los sionistas, no contra los judíos. Además, aceptaba las fronteras de 1967 y sostenía que la resistencia armada contra una potencia ocupante se considera legítima según el derecho internacional.

## Contenido
- 'Artículo 1' describe a Hamás como un movimiento de resistencia islámica con un programa ideológico del Islam.[1]
- 'Artículo 2' de la Carta de Hamás define Hamás como un "movimiento universal" y "una de las ramas de los Hermanos Musulmanes en Palestina".[9][1][10][11]
- 'Artículo 3' del Movimiento consiste en "musulmanes que han dado su lealtad a Alá".[1]
- 'Artículo 4' El movimiento “da la bienvenida a todo musulmán que acepte su fe e ideología, siga su programa, guarde sus secretos y quiera unirse a sus filas y cumplir con su deber”.".[1]
- 'Artículo 5' Demuestra sus raíces salafistas y las conexiones a los Hermanos Musulmanes.[1]
- 'Artículo 6' Hamás es exclusivamente palestino,[1] y "se esfuerza izar el estandarte de Alá sobre cada pulgada de Palestina, por debajo del ala del Islam seguidores de todas las religiones pueden coexistir en la seguridad y la seguridad de que sus vidas, posesiones y derechos se refiere.[9][1]
- 'Artículo 7' describe a Hamás como "uno de los eslabones de la cadena de la lucha contra los invasores sionistas", y vincula el movimiento a los seguidores del héroe religioso y nacionalista Izz ad-Din al-Qassam.[1][11]
- 'Artículo 8' reitera la lema de Hamás que "Alá es su meta, el Profeta es el modelo, el Corán su constitución, yihad es su paso, y la muerte por el bien de los Hermanos Musulmanes y Alá su creencia más sublime."[9][1]
- 'Artículo 9' se adapta la visión de los Hermanos Musulmanes de conectar la crisis en Palestina con la solución islámica y los defensores "que luchan contra lo falso, para derrotarlo y vencer para que la justicia puede prevalecer".[1]
- 'Artículo 11' Palestina es sagrada (waqf) para todos los musulmanes de todos los tiempos, y no se puede abandonado por nadie.[1]
- 'Artículo 12' afirma que el nacionalismo, desde el punto de vista del Movimiento de Resistencia Islámico, es parte del credo religioso".[1]
- 'Artículo 13' No existe una solución negociada posible. Yihad es la única respuesta.[1]
- 'Artículo 14' La liberación de Palestina es un deber personal de cada palestino.[1]
- 'Artículo 15' "El día que los enemigos usurpan parte de la tierra musulmana, la Yihad se convierte en el deber individual de todo musulmán". Habla de la historia de las cruzadas en tierras musulmanas y dice que el "problema palestino es un problema religioso".[1]
- 'Artículo 16' "describe cómo educar a las generaciones futuras, con énfasis en los estudios religiosos y la historia islámica.".[1]
- 'Artículo 17' "Explica el papel de la mujer en la sociedad islámica como “hacedora de hombres”. Condena a organizaciones occidentales como los masones, los clubes rotarios y los servicios secretos como “saboteadores” porque promueven ideas subversivas contra las mujeres..".[1]
- 'Artículo 18' "define el papel de las mujeres como amas de casa y educadoras y proporciona a los hombres educación y liderazgo moral..".[1]
- 'Artículo 19' "Promueve el valor del arte al mismo tiempo que promueve el arte islámico sobre las formas de arte "Jahili"..".[1]
- 'Artículo 20' llamadas a la acción "por el pueblo como un solo cuerpo" contra "un enemigo vicioso que actúa de manera similar al nazismo, por lo que no hay diferenciación entre el hombre y la mujer, entre niños y ancianos".
- 'Artículo 22' alega la influencia judía y su poder.[1]
- 'Artículo 23' expresa su apoyo a todos los movimientos islámicos “si manifiestan buenas intenciones y devoción a Alá”..[1]
- 'Artículo 24' prohíbe “difamar o insultar a personas o grupos”.[1]
- 'Artículo 25' desalienta a los movimientos islámicos de buscar apoyo extranjero y expresa su apoyo a otros movimientos nacionalistas palestinos.[1]
- 'Artículo 26' permite consultas con otros movimientos palestinos que son neutrales en los asuntos internacionales.[1]
- 'Artículo 27' elogia a la OLP pero condena su secularismo.[1]
- 'Artículo 28' refiere a una Conspiración de "Israel, el judaísmo y el Judio".[1]
- 'Artículo 31' Describe a Hamás como "un movimiento humanista", que "se protege los derechos humanos y se guía por la tolerancia islámica cuando se trata de los seguidores de otras religiones". "Bajo el ala del Islam", es posible que el islam, el cristianismo y el judaísmo "coexistan en paz y tranquilidad con los demás". Refieres al concepto de Dhimmi.[1]
- 'Artículo 32' Hamás condena como co-conspiradores los "poderes imperialistas".[1]
- 'Artículo 33' llama a los musulmanes de todo el mundo a trabajar por la liberación de Palestina.[1][12]

## Afirmaciones Antisemitas

### Las declaraciones sobre Israel
El Preámbulo de la Carta dice: "Israel existirá y continuará existiendo hasta que el Islam lo destruya, tal como ha borrado a otros antes".
De acuerdo con Abraham Foxman de la Liga Antidifamación, "El credo de Hamás no es sólo contra Israel, sino profundamente antisemita con el racismo en su núcleo. La Carta Fundacional de Hamás se lee como una versión moderna de Mein Kampf. de acuerdo con la carta, el pueblo judío sólo tiene rasgos negativos y se presentan como la planificación para asumir el control del mundo ".
La carta afirma que los judíos se merecen la enemistad y la ira de Dios debido a que recibieron las Escrituras, pero violaron sus textos sagrados, no creyeron en los signos de Alá, y mataron a los profetas.
"El Día del Juicio no vendrá hasta que los musulmanes combatan a los judíos, cuando el judío se oculta detrás de las piedras y los árboles; las piedras y los árboles dirán: "Oh musulmanes, oh Abdullah, hay un judío detrás de mí, ven y matalo. Sólo el árbol Gharkad no haría eso, porque es uno de los árboles de los Judíos."
La carta contiene referencias a alegato antisemita, tales como la afirmación de que a través de la manipulación de los países imperiales y sociedades secretas; además, que los judíos estuvieron detrás de una amplia gama de eventos y desastres que se remontan a la Revolución francesa. El documento también cita los textos religiosos islámicos para justificar la lucha contra y matar a los judíos, sin distinción de si están en Israel u otros lugares.
Presenta el Conflicto árabe-israelí como una lucha intrínsecamente irreconciliable entre judíos y musulmanes, y el judaísmo y el islam, y agregó que la única manera de participar en esta lucha entre la "verdad y la mentira" es a través del Islam y por medio de yihad, hasta la victoria o el martirio.